# 17ns Premis del Cinema Europeu
Els 17ns Premis del Cinema Europeu, presentats per l'Acadèmia del Cinema Europeu, van reconèixer l'excel·lència del cinema europeu. La cerimònia va tenir lloc l'11 de desembre de 2004 al Centre de Convencions Internacional de Barcelona, gràcies als bons oficis d'Assumpta Serna. Els presentadors de la cerimònia foren l'actor català Juanjo Puigcorbé i l'actriu i directora portuguesa Maria de Medeiros, i hi van actuar Luz Casal, Pep Bou, Mar Carrasco i Rafael Amargo.

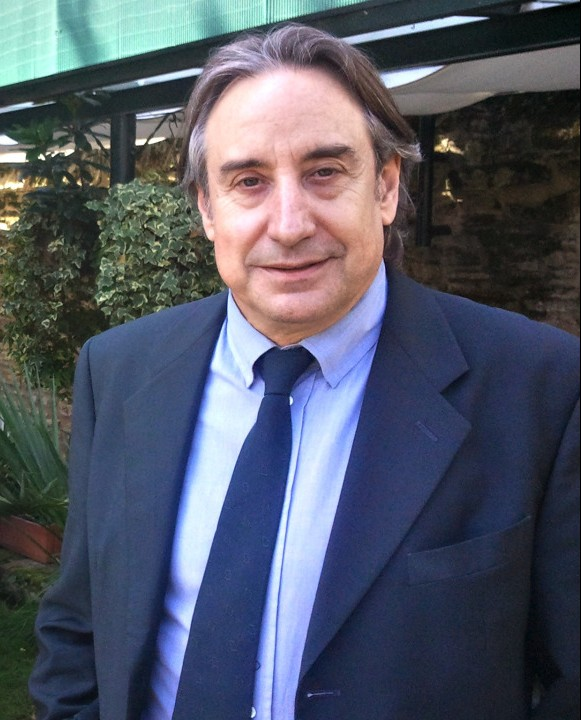
Juanjo Puigcorbé, presentador

Els 1.600 membres de l'Acadèmia van seleccionar 43 llargmetratges europeus, 6 d'ells espanyols. En aquesta edició les 16 categories de premis anteriors es van complementar amb el premi al millor compositor europeu, suspesa des de 1992.

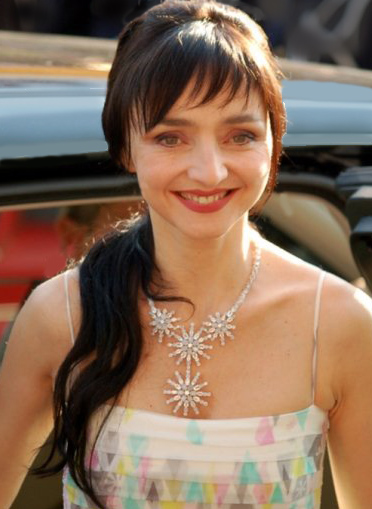
Maria de Medeiros, presentadora

Ls pel·lícules amb més nominacions van ser l'alemanya Gegen die Wand de Fatih Akın i l'espanyola La mala educación de Pedro Almodóvar, amb set nominacions cadascuna. La primera va guanyar dos premis (la millor pel·lícula i el del públic al millor director), mentre que la segona no va rebre ni un sol premi. Per contra l'espanyola (amb coproducció francesa i italiana) Mar adentro d'Alejandro Amenábar, amb cinc nominacions, va rebre dos premis (al millor director i al millor actor). L'actor espanyol Javier Bardem va guanyar el premi al millor actor i l'espanyola Penélope Cruz el premi del públic a la millor actriu (protagonitzant una pel·lícula italiana).
Entre els nou nominats a la categoria Millor pel·lícula no europea, van competir quatre obres asiàtiques, dues estatunidenques, dues sud-americanes i una africana; el premi se l'enduria la coproducció asiàtica 2046 del xinès Wong Kar-wai. Dels candidats al premi al millor curtmetratge, dos eren espanyols (Richard Jordan i Nacho Vigalondo).
Finalment l'actriu i directora sueca Liv Ullmann li fou atorgat el premi del mèrit europeu i al director espanyol Carlos Saura el premi a la trajectòria.

## Pel·lícules seleccionades
1. 5x2 - dirigit per François Ozon
2. Ae Fond Kiss... - Director: Ken Loach
3. Agnes und seine Brüder - director: Oskar Roehler
4. Avanim (אבנים) dirigit per Raphaël Nadjari
5. Bare Bea - director: Petter Næss
6. Böse Zellen - director: Barbara Albert
7. Cantando dietro i paraventi - director: Ermanno Olmi
8. Caterina va in città - director: Paolo Virzì
9. Code 46 dirigit per Michael Winterbottom
10. Com una imatge - director: Agnès Jaoui
11. Coneixent la Julia - director: István Szabó
12. La memòria de l'assassí - director: Erik Van Looy
13. Dopo mezzanotte - director: Davide Ferrario
14. El séptimo día (El setè dia) - dirigida per Carlos Saura
15. A la ciutat - director: Cesc Gay
16. Gegen die Wand - director: Fatih Akın
17. Girl with a Pearl Earring dirigida per Peter Webber
18. Héctor - director: Gracia Querejeta
19. Het Zuiden - dirigida per Martin Koolhoven
20. Honey Baby - dirigida per Mika Kaurismäki
21. Immortel, ad vitam - director: Enki Bilal
22. Jumalan Morsian - dirigida per Anastasia Lapsui i Markku Lehmuskallio
23. Kontroll - director: Antal Nimród
24. La mala educación - director: Pedro Almodóvar
25. Lad de små børn - director: Paprika Steen
26. Le chiavi di casa dirigida per Gianni Amelio
27. Le conseguenze dell'amore - director: Paolo Sorrentino
28. Les Choristes - dirigida per Christophe Barratier
29. Love Actually dirigit per Richard Curtis
30. Mar adentro - director: Alejandro Amenábar
31. Moi szvodni brat Frankenstein (Мой cводный брат Франкенштейн) - director: Valeri Todorovski
32. Næsland dirigida per Friðrik Þór Friðriksson
33. Non ti muovere - director: Sergio Castellitto
34. Notre musique dirigida per Jean-Luc Godard
35. Svjedoci - director: Vinko Brešan
36. Svoi (Свои) - director: Dmitri Meskhiev
37. Te doy mis ojos - director: Icíar Bollaín
38. The Last Soviet Movie/Pēdējā padomju filma - director: Aleksandrs Petukhovs
39. Trilogia I: To Livadi pu dakrizi (Το Λιβαδι Που Δακρυζει) - director: Theo Angelópulos
40. Was nützt die Liebe in Gedanken - director: Achim von Borries
41. Želary - director: Ondřej Trojan

## Guanyadors i nominats
Els guanyadors estan en fons groc i en negreta.

### Millor pel·lícula europea
| Títol                   | Director(s)          | Productor(s)                                    | País            |
| ----------------------- | -------------------- | ----------------------------------------------- | --------------- |
| Gegen die Wand          | Fatih Akın           | Stefan Schubert Ralph Schwingel Mehmet Kurtuluş | Alemanya        |
| Ett hål i mitt hjärta   | Lukas Moodysson      | Lars Jönsson                                    | Suècia          |
| La mala educación       | Pedro Almodóvar      | Agustín Almodóvar                               | Espanya         |
| Les Choristes           | Christophe Barratier | Arthur Cohn Jacques Perrin Nicolas Mauvernay    | França / Suïssa |
| Mar adentro             | Alejandro Amenábar   | Fernando Bovaira Alejandro Amenábar             | Espanya         |
| El secret de Vera Drake | Mike Leigh           | Simon Channing Williams                         | Regne Unit      |

### Premi Fassbinder
| Títol                 | Director(s)                  | Productor(s)                                                 | País     |
| --------------------- | ---------------------------- | ------------------------------------------------------------ | -------- |
| Certi bambini         | Andrea Frazzi Antonio Frazzi | Rosario Rinaldo                                              | Itàlia   |
| Brodeuses             | Éléonore Faucher             | Alain Benguigui Bertrand Van Effenterre                      | França   |
| Kroko                 | Sylke Enders                 | Gudrun Ruzicková-Steiner                                     | Alemanya |
| Or                    | Keren Yedaya                 | Emmanuel Agneray Jérôme Bleitrach Marek Rozenbaum Itai Tamir | Israel   |
| Ta divna splitska noć | Arsen Anton Ostojić          | Jozo Patljak                                                 | Croàcia  |
| Vremia jatvi          | Marina Razbejkina            | Natalia Jeltukhina                                           | Rússia   |

### Millor director europeu
| Receptor(s)        | Títol                            |
| ------------------ | -------------------------------- |
| Alejandro Amenábar | Mar adentro                      |
| Fatih Akın         | Gegen die Wand                   |
| Pedro Almodóvar    | La mala educación                |
| Theo Angelópulos   | Trilogia I: To Livadi pu dakrizi |
| Nimród Antal       | Kontroll                         |
| Agnès Jaoui        | Com una imatge                   |

### Millor actriu europea
| Receptor(s)            | Títol                   |
| ---------------------- | ----------------------- |
| Imelda Staunton        | El secret de Vera Drake |
| Sarah Adler            | Notre musique           |
| Valeria Bruni Tedeschi | 5×2                     |
| Penélope Cruz          | Non ti muovere          |
| Sibel Kekilli          | Gegen die Wand          |
| Assi Levy              | Avanim                  |

### Millor actor europeu
| Receptor(s)   | Títol                        |
| ------------- | ---------------------------- |
| Javier Bardem | Mar adentro                  |
| Daniel Brühl  | Die fetten Jahre sind vorbei |
| Bruno Ganz    | Der Untergang                |
| Gérard Jugnot | Les choristes                |
| Bohdan Stupka | Svoi                         |
| Birol Ünel    | Gegen die Wand               |

### Millor guió europeu
| Receptor(s)                     | Títol             |
| ------------------------------- | ----------------- |
| Agnès Jaoui · Jean-Pierre Bacri | Com una imatge    |
| Fatih Akın                      | Gegen die Wand    |
| Pedro Almodóvar                 | La mala educación |
| Alejandro Amenábar · Mateo Gil  | Mar adentro       |
| Jean-Luc Godard                 | Notre musique     |
| Paul Laverty                    | Ae Fond Kiss...   |

### Millor fotografia
| Receptor(s)                       | Títol                            |
| --------------------------------- | -------------------------------- |
| Eduardo Serra                     | Girl with a Pearl Earring        |
| Javier Aguirresarobe              | Mar adentro                      |
| José Luis Alcaine                 | La mala educación                |
| Lajos Koltai                      | Coneixent la Julia               |
| Alwin H. Küchler · Marcel Zyskind | Code 46                          |
| Andreas Sinanos                   | Trilogia I: To Livadi pu dakrizi |

### Millor compositor
| Receptor(s)          | Títol                             |
| -------------------- | --------------------------------- |
| Bruno Coulais        | Les Choristes                     |
| Alexandre Desplat    | Girl with a Pearl Earring         |
| The Free Association | Code 46                           |
| Alberto Iglesias     | La mala educación Te doy mis ojos |
| Eleni Karaindrou     | Trilogia I: To Livadi pu dakrizi  |
| Stephen Warbeck      | La memòria de l'assassí           |

### Millor documental - Prix arte
| Títol                                     | Director(s)                    | País                              |
| ----------------------------------------- | ------------------------------ | --------------------------------- |
| El malson de Darwin                       | Hubert Sauper                  | Àustria / França / Bèlgica        |
| Aileen: Life and Death of a Serial Killer | Nick Broomfield Joan Churchill | Regne Unit                        |
| Die Spielwütigen                          | Andres Veiel                   | Alemanya                          |
| Euskal pilota. Larrua harriaren kontra    | Julio Medem                    | Espanya                           |
| Le Monde selon Bush                       | William Karel                  | França                            |
| Machssomim                                | Yoav Shamir                    | Israel                            |
| The Last Victory                          | John Appel                     | Països Baixos                     |
| Touch the Sound                           | Thomas Riedelsheimer           | Alemanya / Regne Unit / Finlàndia |

### Millor curtmetratge
Els nominats al millor curtmetratge foren seleccionats per un jurat independent a diversos festivals de cinema d'arreu d'Europa.
| Títol                                      | Director(s)                   | País             | Festival                  |
| ------------------------------------------ | ----------------------------- | ---------------- | ------------------------- |
| J'attendrai le suivant…                    | Philippe Orreindy             | França           | Festival de Gant          |
| Les baisers des autres                     | Carine Tardieu                | França           | Seminci                   |
| Poveste La Scara 'C'                       | Cristian Nemescu              | Romania          | Festival d'Angers         |
| Un cartus de Kent si un pachet de cafea    | Cristi Puiu                   | Romania          | Festival de Berlín        |
| Fender Bender                              | Daniel Elliott                | Estònia          | Festival de Tampere       |
| Alt I Alt                                  | Torbjørn Skårild              | Noruega          | Festival de Cracòvia      |
| Panique au village: Les voleurs des cartes | Vincent Patar Stéphane Aubier | Bèlgica / França | Festival de Grimstad      |
| Love Me or Leave Me Alone                  | Duane Hopkins                 | Regne Unit       | Festival de Vila do Conde |
| Ich und das Universum                      | Hajo Schomerus                | Alemanya         | Festival de Sarajevo      |
| La Nariz De Cleopatra                      | Richard Jordan                | Espanya          | Festival d'Edimburg       |
| Goodbye                                    | Steve Hudson                  | Alemanya         | Festival de Venècia       |
| 7:35 de la mañana                          | Nacho Vigalondo               | Espanya          | Festival de Drama         |

### Millor pel·lícula no europea
| Títol                                 | Director        | Productor                                                                                | País                                            |
| ------------------------------------- | --------------- | ---------------------------------------------------------------------------------------- | ----------------------------------------------- |
| 2046                                  | Wong Kar-wai    | Wong Kar-wai                                                                             | França / R.P. de la Xina                        |
| Bin-jip                               | Kim Ki-duk      | Kim Ki-duk                                                                               | Corea del Sud / Japó                            |
| Diarios de motocicleta                | Walter Salles   | Edgard Tenenbaum Michael Nozik Karen Tenkhoff                                            | Argentina / Brasil / Xile / Perú / Estats Units |
| Eternal Sunshine of the Spotless Mind | Michel Gondry   | Steve Golin Anthony Bregman                                                              | Estats Units                                    |
| Fahrenheit 9/11                       | Michael Moore   | Michael Moore Jim Czarnecki Kathleen Glynn Monica Hampton Harvey Weinstein Bob Weinstein | Estats Units                                    |
| María, llena eres de gracia           | Joshua Marston  | Paul S. Mezey                                                                            | Estats Units / Colòmbia                         |
| Moolaadé                              | Ousmane Sembène | Ousmane Sembène                                                                          | Burkina Faso / Marroc / Tunísia / Camerun       |
| Old Boy                               | Park Chan-wook  | Lim Seung-yong                                                                           | Corea del Sud / Japó                            |
| La casa de les dagues voladores       | Zhang Yimou     | Zhang Yimou William Kong                                                                 | R.P. de la Xina                                 |

### Premis del Públic
Els guanyadors dels Premis Jameson Escollit pel Públic van ser escollits per votació en línia.

#### Millor director
| Receptor(s)          | Títol                            |
| -------------------- | -------------------------------- |
| Fatih Akın           | Gegen die Wand                   |
| Pedro Almodóvar      | La mala educación                |
| Theo Angelópulos     | Trilogia I: To Livadi pu dakrizi |
| Bernardo Bertolucci  | The Dreamers                     |
| Julie Bertuccelli    | Depuis qu'Otar est parti…        |
| Icíar Bollaín        | Te doy mis ojos                  |
| Richard Curtis       | Love Actually                    |
| Patrice Leconte      | Confidences trop intimes         |
| Hilmar Oddsson       | Kaldaljós                        |
| Michael Winterbottom | Code 46                          |

#### Millor actor
| Receptor(s)              | Títol                           |
| ------------------------ | ------------------------------- |
| Daniel Brühl             | Was nützt die Liebe in Gedanken |
| Sergio Castellitto       | Non ti muovere                  |
| Daniel Craig             | The Mother                      |
| Colin Farrell            | Intermission                    |
| Colin Firth              | Girl with a Pearl Earring       |
| Hugh Grant               | Love Actually                   |
| Thomas Kretschmann       | Immortel (ad vitam)             |
| Fele Martínez            | La mala educación               |
| Ingvar Eggert Sigurðsson | Kaldaljós                       |
| Birol Ünel               | Gegen die Wand                  |

#### Millor actriu
| Receptor(s)        | Títol               |
| ------------------ | ------------------- |
| Penélope Cruz      | Non ti muovere      |
| Fanny Ardant       | Nathalie…           |
| Emmanuelle Béart   | Nathalie…           |
| Eva Green          | The Dreamers        |
| Isabelle Huppert   | Ma mère             |
| Laia Marull        | Te doy mis ojos     |
| Samantha Morton    | Code 46             |
| Charlotte Rampling | Immortel (ad vitam) |
| Anne Reid          | The Mother          |
| Paz Vega           | Carmen              |

### Premi FIPRESCI
- Trilogia I: To Livadi pu dakrizi de Theo Angelópulos

### Premi del mèrit europeu al Cinema Mundial
- Liv Ullmann

### Premi a la carrera
- Carlos Saura

## Galeria

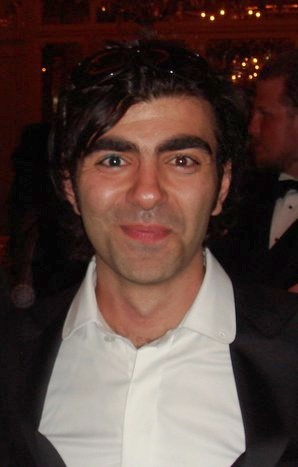
Fatih Akın (millor pel·lícula i millor director-públic)
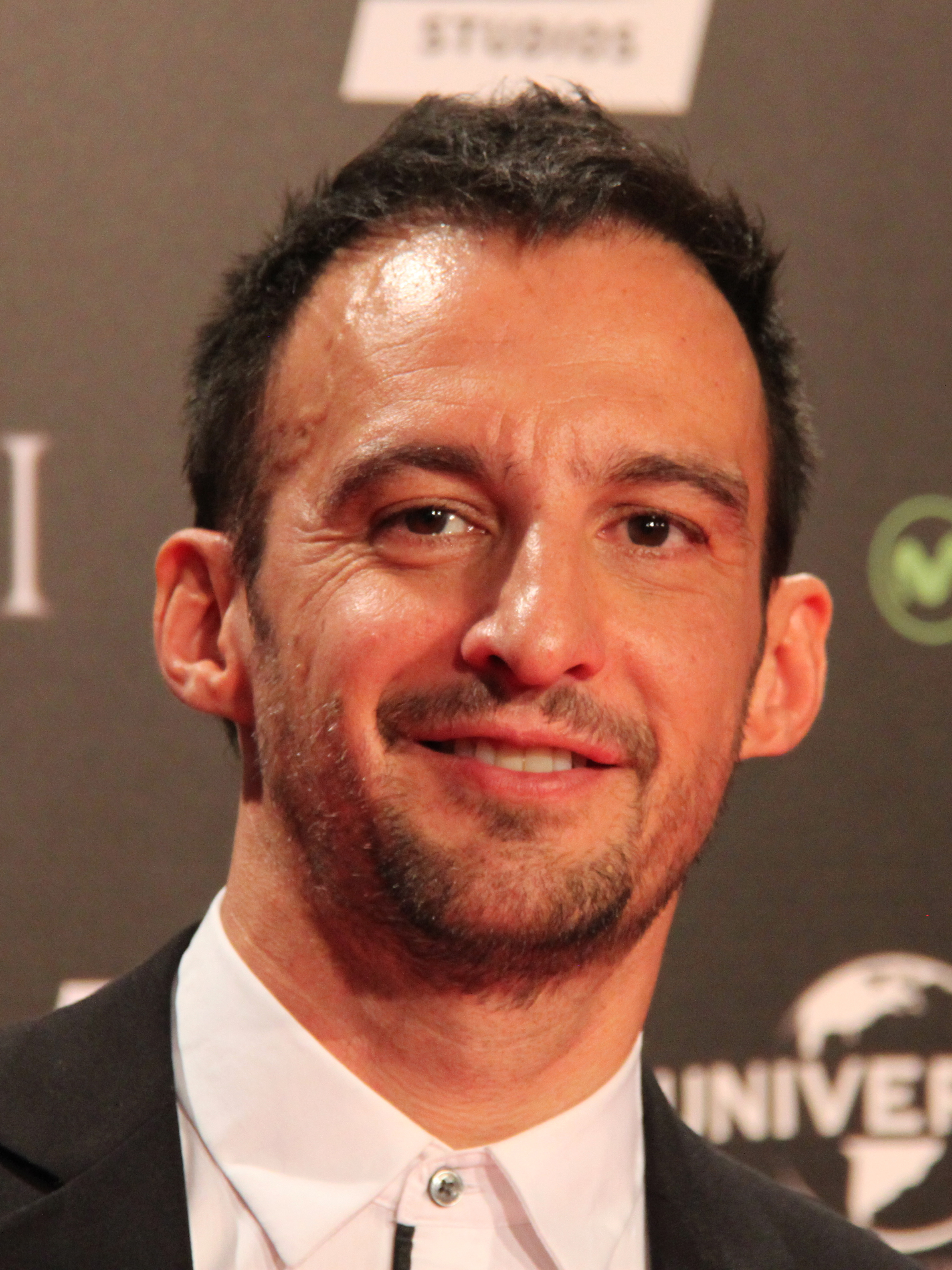
Alejandro Amenábar (millor director)
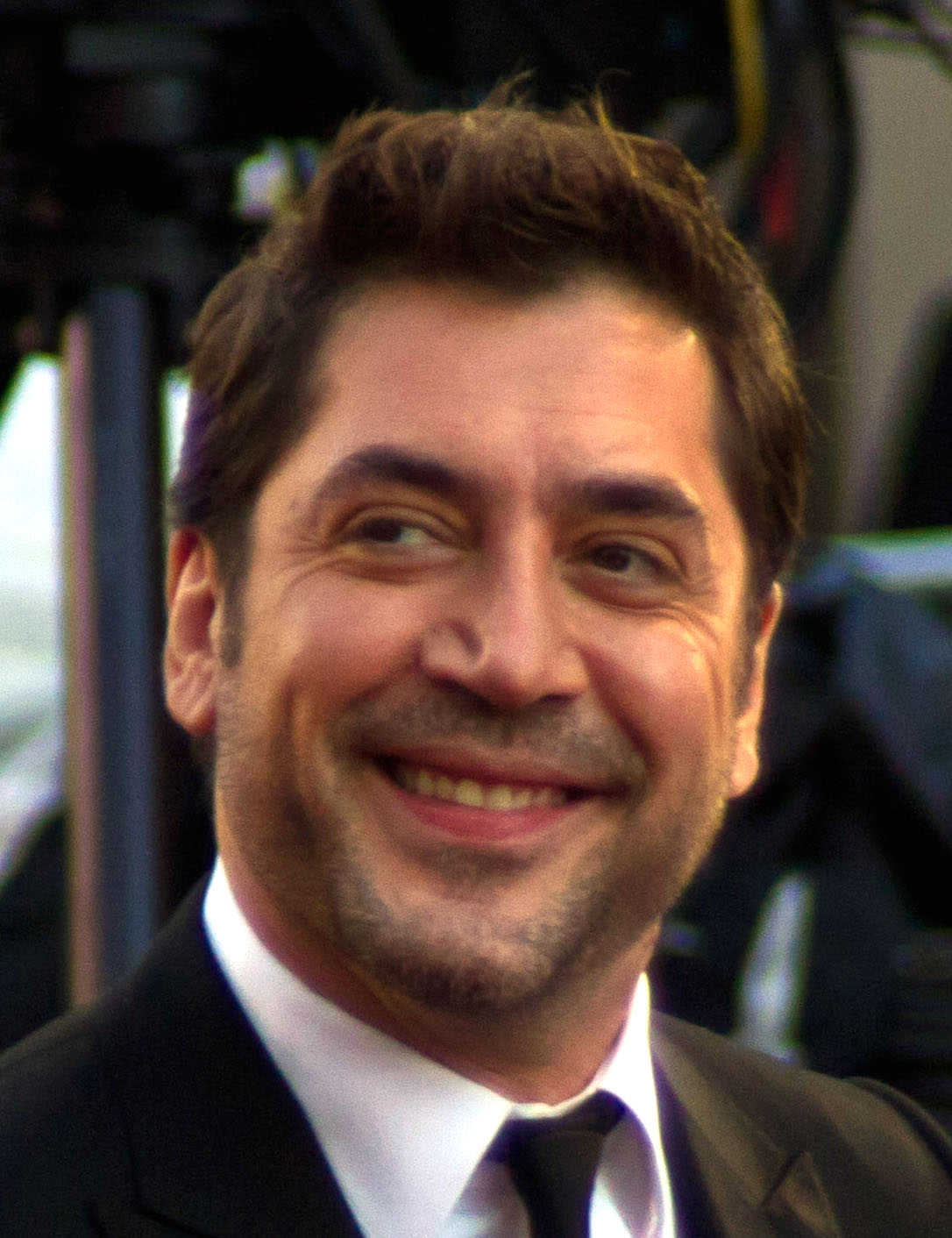
Javier Bardem (millor actor)
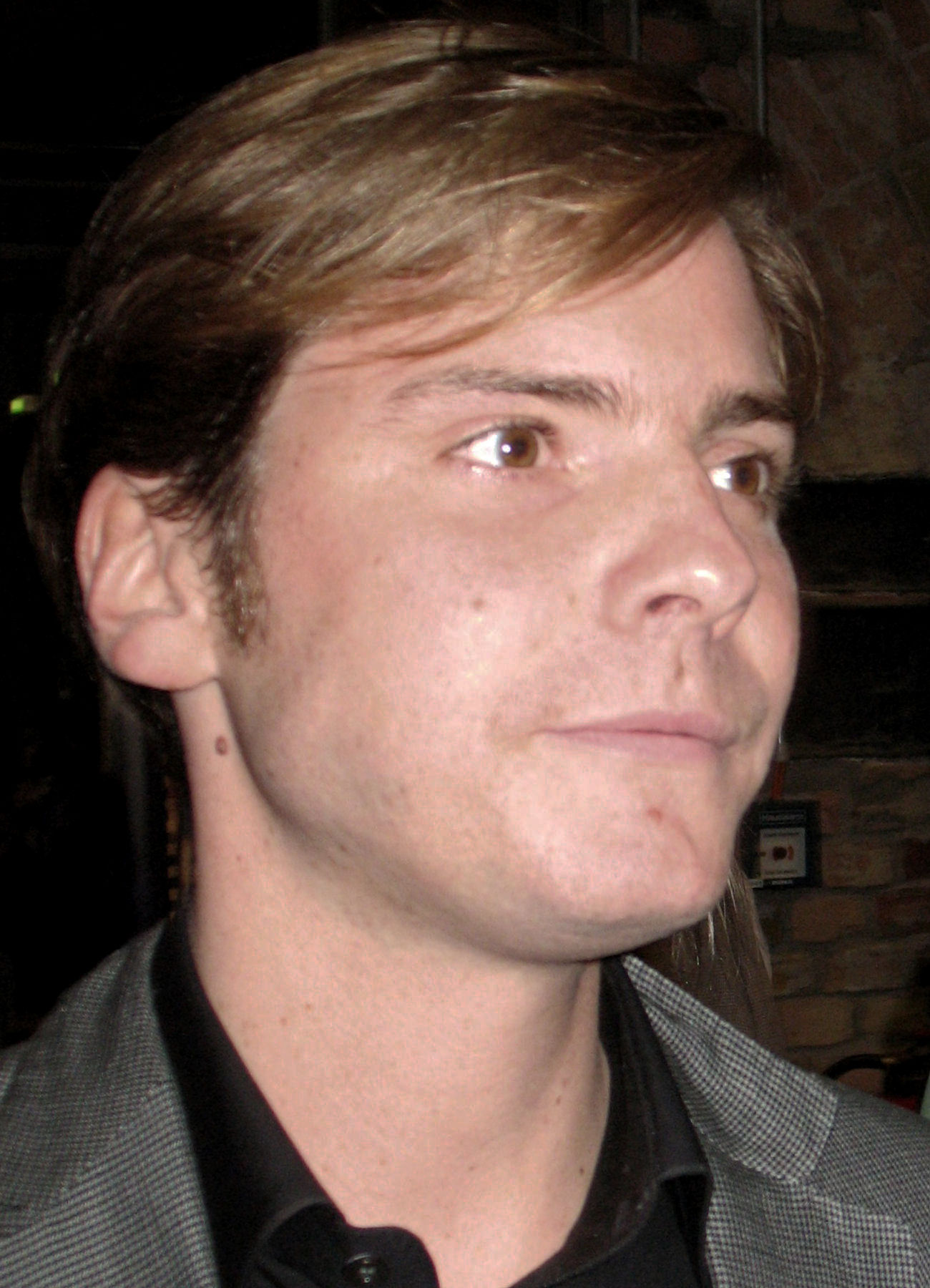
Daniel Brühl (millor actor-públic)
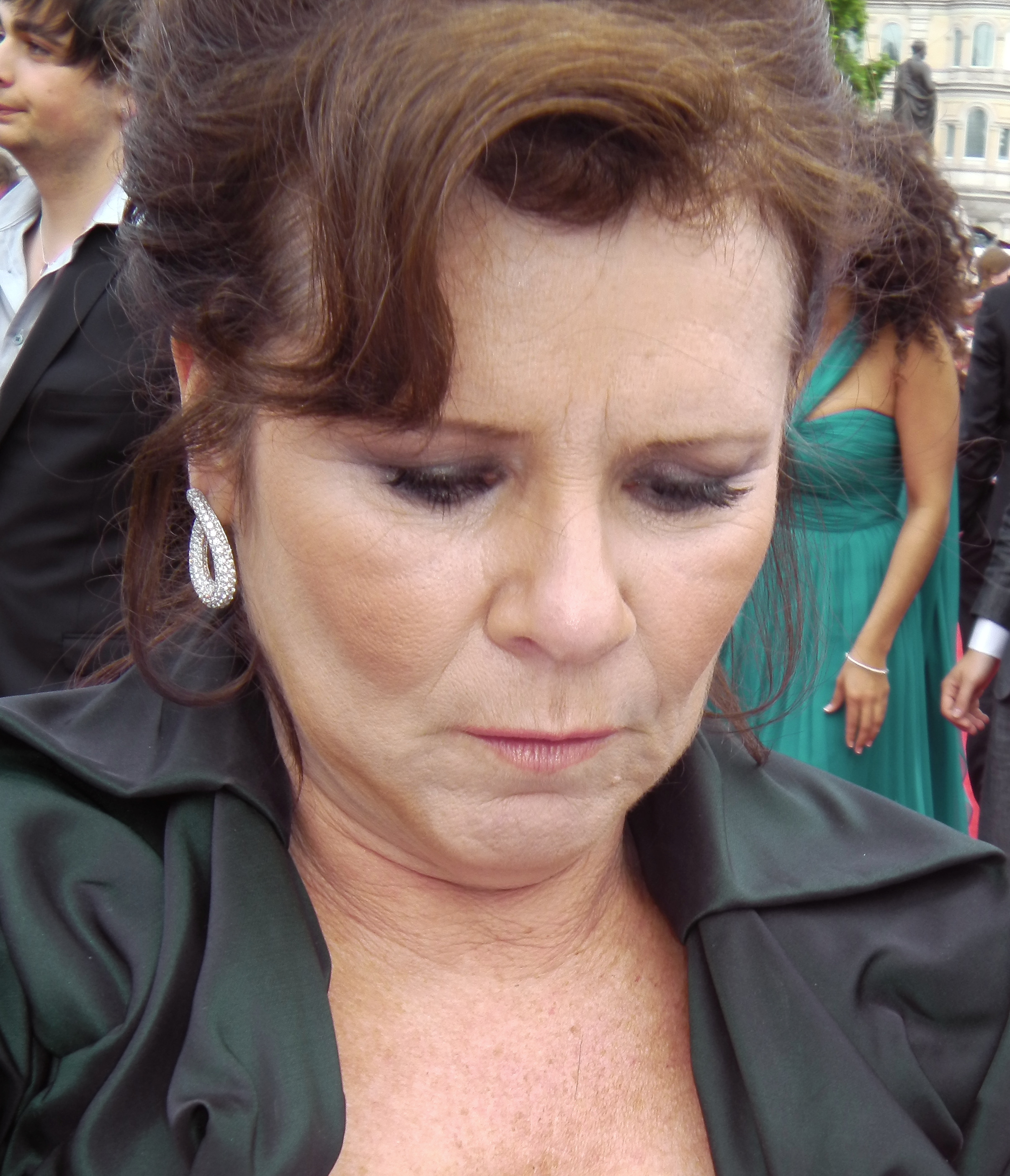
Imelda Staunton (millor actriu)
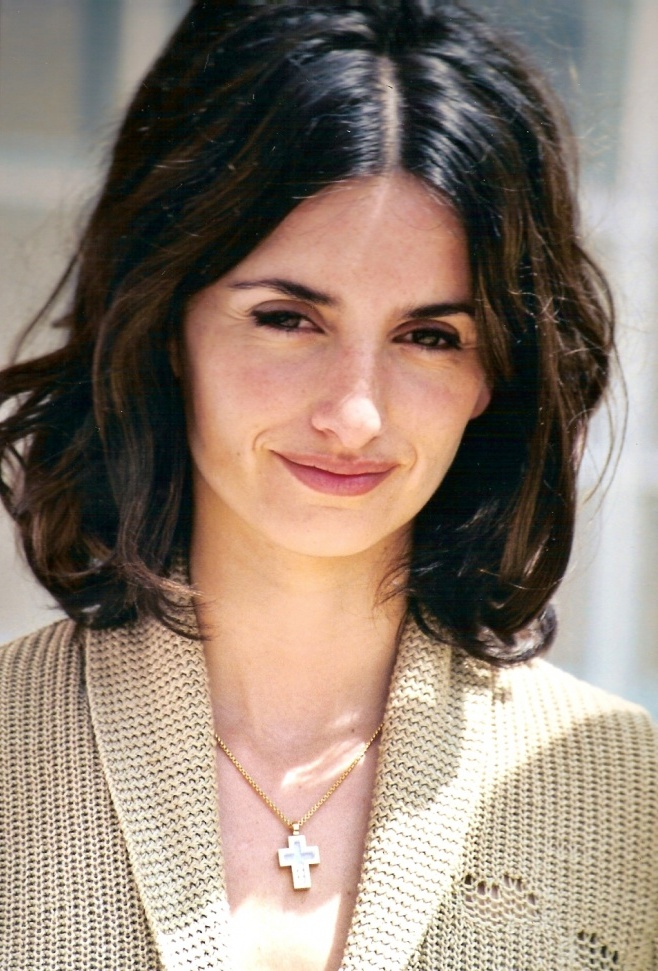
Penélope Cruz (millor actriu-públic)
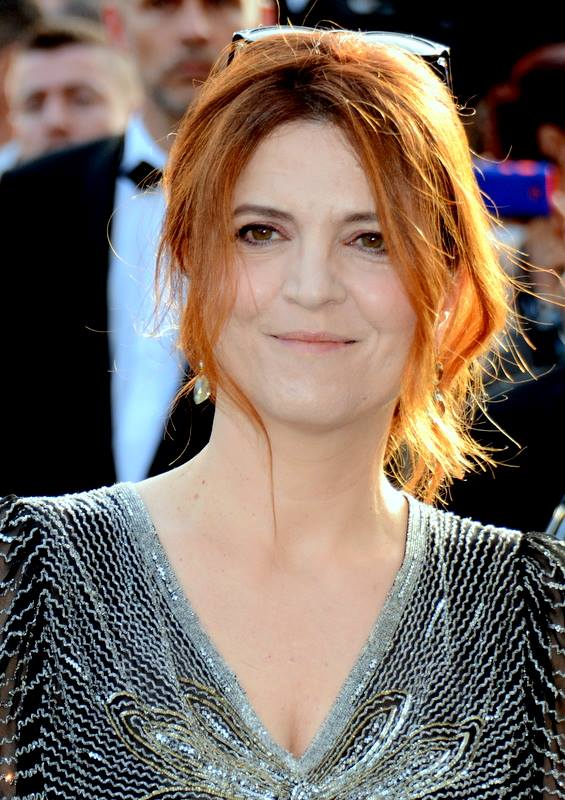
Agnès Jaoui (millor guió)
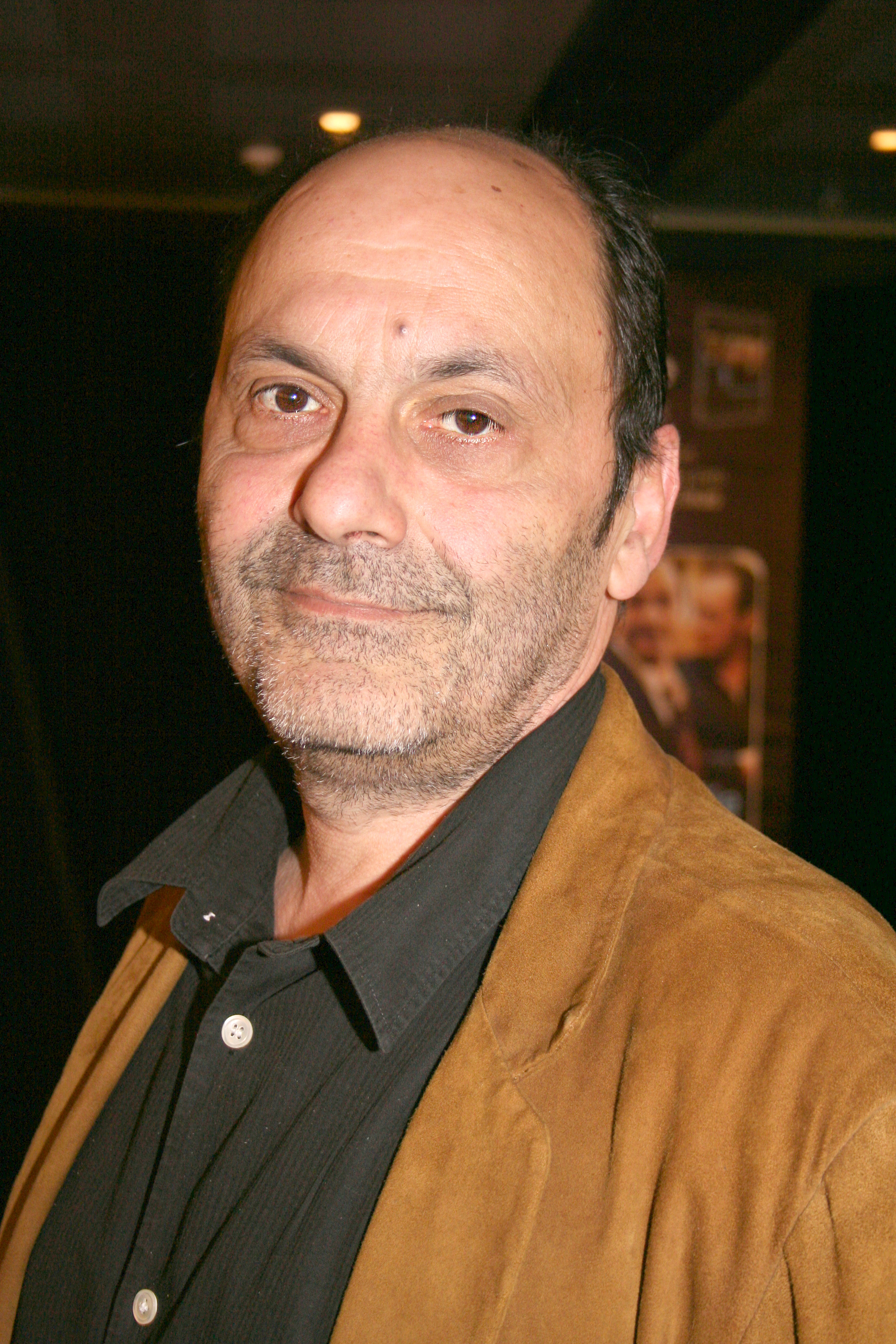
Jean- Pierre Bacri (millor guió)
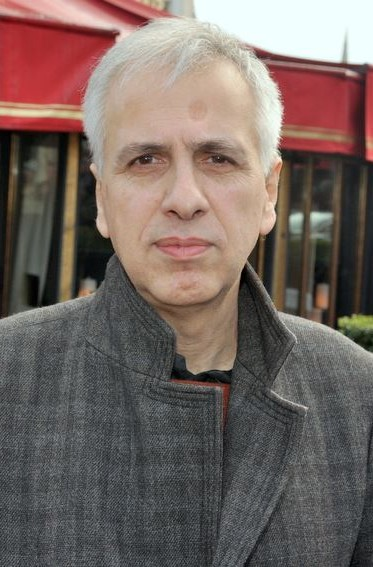
Bruno Coulais (millor compositor)
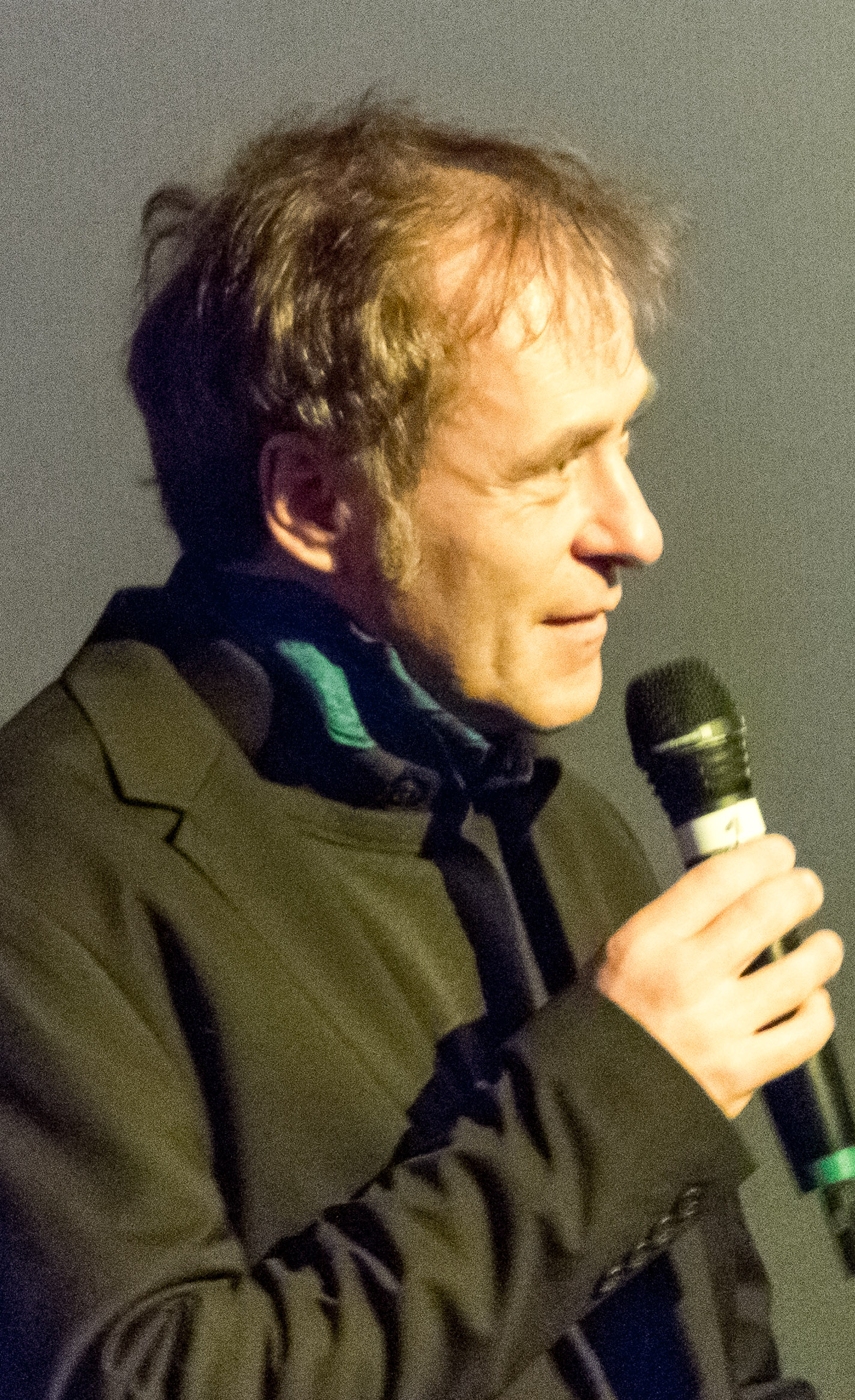
Hubert Sauper (millor documental)
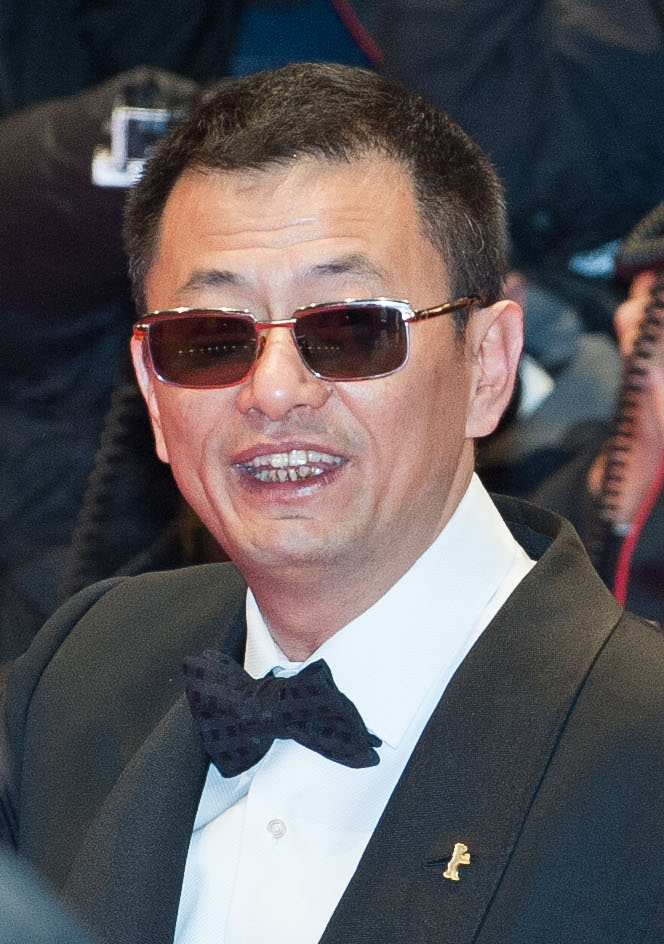
Wong Kar-wai (millor pel·lícula estrangera)
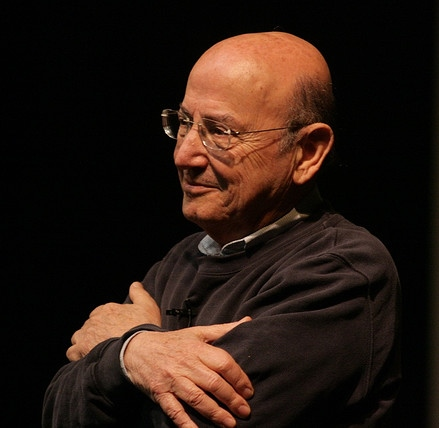
Theo Angelópulos (premi Fipresci)
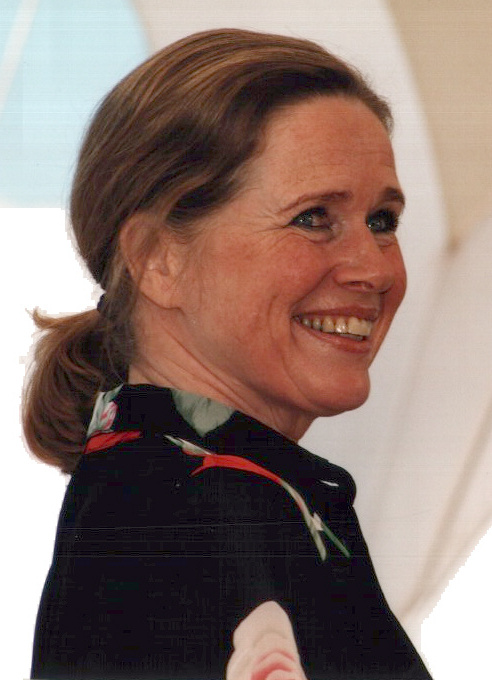
Liv Ullmann (premi al mèrit)
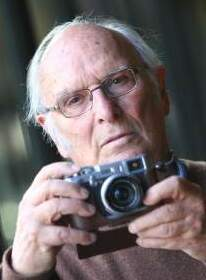
Carlos Saura (premi a la trajectòria)